# Maladie génétique du métabolisme des nucléotides
Les maladies génétiques du métabolisme des nucléotides comprennent les maladies génétiques en rapport avec le métabolisme de la purine et de la pyrimidine

## Trouble de métabolisme des purines
| Nom                                                                         | Transmission    | O.M.I.M | Chromosome Locus | Gène   | Enzyme                                         |
| --------------------------------------------------------------------------- | --------------- | ------- | ---------------- | ------ | ---------------------------------------------- |
| Syndrome de Lesch-Nyhan                                                     | Récessive à l'X | 300322  | X q26-27.2       | AHPRT1 | Hypoxanthine guanine phosphoribosyltransférase |
| Déficit immunitaire combiné sévère lié à un déficit en adénosine désaminase | Récessive       | 102700  | 20 q13.11        | SCID   | Adénosine désaminase                           |
| Goutte Susceptibilité                                                       |                 | 138900  | 4 q23            |        |                                                |
| Lithiase rénale par déficit en adénine phosphoribosyltransferase            | Récessive       | 102600  | 16 q24.3         | APRT   | Adénine phosphoribosyltransferase              |
| Xanthinurie par déficit en xanthine oxydase                                 | Récessive       | 278300  | 2 p23-p22        | XDH    | Xanthine oxydase                               |

## Trouble du métabolisme des pyrimidines
| Nom                                         | Transmission    | O.M.I.M | Chromosome Locus | Gène | Enzyme                           |
| ------------------------------------------- | --------------- | ------- | ---------------- | ---- | -------------------------------- |
| Acidurie orotique héréditaire Type 1        | Récessive       | 258900  | 3 q13            | UMPS | Uridine monophosphate synthase   |
| Acidurie orotique héréditaire Type 2        | Récessive       | 258920  |                  |      | Orotidylique décarboxylase       |
| Déficit en ornithine carbamyl transférase   | Récessive à l'X | 311250  | X p21.1          | OTC  | Ornithine carbamyl transférase   |
| Déficit en dihydropyrimidine déshydrogénase | Récessive       | 274270  | 1 p22            | DPYD | Dihydropyrimidine déshydrogénase |

## Sources
- (fr) Site français sur les maladies rares
- (en) Site sur la biochimie
- (en) Online Mendelian Inheritance in Man, OMIM (TM). Johns Hopkins University, Baltimore, MD.